# Raúl Bernao
Raúl Emilio Bernao (ur. 4 listopada 1941 w Sarandí, zm. 26 grudnia 2007) – argentyński piłkarz grający podczas kariery na pozycji pomocnika.

## Kariera klubowa
Raúl Bernao rozpoczął karierę w klubie Independiente Avellaneda w 1961. W lidze argentyńskiej zadebiutował 30 lipca 1961 w wygranym 2-0 wyjazdowym meczu z Huracánem Buenos Aires. Z Independiente trzykrotnie zdobył mistrzostwo Argentyny w 1963, w turnieju Nacional w 1967 oraz turnieju Metropolitano w 1970. Na arenie międzynarodowej dwukrotnie zdobył z Independiente Copa Libertadores w 1964 (Bernao zdobył bramkę w półfinale oraz wystąpił w obu meczach finałowych z Nacionalem Montevideo) i 1965 (Bernao wystąpił we wszystkich trzech meczach finałowych z CA Peñarol, w pierwszym i trzecim zdobywając bramki). W latach 1971–1973 był zawodnikiem kolumbijskiego Deportivo Cali. W 1974 powrócił do Argentyny, gdzie został zawodnikiem Gimnasii y Esgrima La Plata, w której w tym samym roku zakończył piłkarską karierę. Ogółem w latach 1961-1974 rozegrał w lidze argentyńskiej 252 mecze, w których strzelił 41 bramek.

## Kariera reprezentacyjna
W reprezentacji Argentyny Bernao zadebiutował 13 marca 1963 w przegranym 1-2 meczu z Peru w Mistrzostwach Ameryki Południowej. Na turnieju w Boliwii Argentyna zajęła trzecie miejsce. Na turnieju wystąpił w dwóch meczach z Peru i Paragwajem. W 1967 po raz drugi uczestniczył w Mistrzostwach Ameryki Południowej. Na turnieju w Urugwaju Argentyna zajęła drugie miejsce. Na turnieju wystąpił we wszystkich pięciu meczach z Paragwajem (bramka), Boliwią (bramka), Wenezuelą, Chile i Urugwajem. Ostatni raz w reprezentacji wystąpił 24 sierpnia 1969 w wygranym 1-0 meczu eliminacji Mistrzostwa Świata 1970 z Boliwią. 
Ogółem w barwach albicelestes wystąpił w 15 meczach, w których strzelił 4 bramki.